# Могоро
Могоро (итал. Mogoro) је насеље у Италији у округу Ористано, региону Сардинија.
Према процени из 2011. у насељу је живело 4190 становника. Насеље се налази на надморској висини од 142 м.

## Становништво
Према резултатима пописа становништва 2011. у општини је живело 4.354 становника.
| 1936. | 1951. | 1961. | 1971. | 1981. | 1991. | 2001. | 2011. |
| ----- | ----- | ----- | ----- | ----- | ----- | ----- | ----- |
| 3.996 | 4.791 | 4.747 | 4.610 | 5.013 | 5.029 | 4.779 | 4.354 |